# الیکایی توکامانند
الیکایی توکامانند (نام علمی: Campylorhynchus turdinus) نام یک گونه از سرده خمیده‌منقارها است.